# Lübeck Bugt
Lübeck Bugt (tysk: Lübecker Bucht) er en bugt i Østersøens sydvestlige ende. Den ligger ud for Mecklenburg-Vorpommern og Slesvig-Holsten i Tyskland.
I bunden af bugten ligger Lübeck og færgehavnen i Travemünde med forbindelse til flere havne i Norge, Sverige, Finland, Baltikum og Rusland. Elben-Lübeckkanalen munder ud ved Lübeck og skaber forbindelse mellem Elben og Østersøen.
- Wikimedia Commons har flere filer relateret til Lübeck Bugt

54°9′33″N 11°19′20″Ø / 54.15917°N 11.32222°Ø